# Benjamin Harrison
Benjamin Harrison (North Bend, Ohio, 1833. augusztus 20. – Indianapolis, Indiana, 1901. március 13.) az Amerikai Egyesült Államok 23. elnöke 1889 és 1893 között.

## Élete
Nagyapja, William Henry Harrison az Egyesült Államok 9. elnöke, édesapja, John Scott Harrison pedig 1853 és 1857 között Ohio állam második körzetének kongresszusi képviselője volt.
Az amerikai polgárháború alatt belépett az uniós hadseregbe. 1862-től a 70. indianai önkéntes gyalogsági ezred parancsnoka volt. Ez az egység 1864-ig felderítő feladatokat látott el és Kentucky illetve Tennessee állam vasútvonalait őrizte. Harrison egészen a dandártábornoki rangig jutott, majd 1865-ben leszerelt.
1881 és 1887 között Indiana állam szenátora volt.

## Elnöksége
1888-ban pártja elnökké jelölte. Ifjú Tippecanoe néven emlegették, s nagyapja katonai kalapjában ábrázolták, ami a demokraták számára jó lehetőséget nyújtott karikatúrák készítésére.
A fő kérdés a vámügy volt, az országot mintegy tízmillió röpirat árasztotta el. A meggondolatlan brit nagykövetből valaki olyan nyilatkozatot szedett ki, hogy aki Grover Clevelandre szavaz, a szabadkereskedelem hívére, az Nagy-Britanniára szavaz, s ezzel sikerült a republikánus jelölt mellé állítani New York ír lakosait. A republikánus pártfőnökök a Pendleton-féle közhivatali törvény (1883) miatt már nem tudták a hivatalok osztogatásának ígéretével maguk mellé állítani a tömegeket, de mégis sikerült hárommillió dollár támogatást szerezniük a vámcsökkentéstől tartó nagyiparosoktól. Indiana államban így húsz dollárt fizethettek egy-egy szavazatért.
Harrison, aki a választási hadjárat során csaknem nyolcvan beszédet tartott, a törvényes eljárás(legal deal) ígéretével és a magas vámok programjával megnyerte a választásokat, bár Cleveland kapta a népi szavazatok többségét, s győzelméhez elég lett volna hétezer New York-i szavazat. De azért udvariasan tartotta az esernyőt győztes ellenfele feje fölött annak beiktatásán.
"A gondviselés adta nekünk e győzelmet!" - közölte barátaival Harrison akik ebben nem voltak olyan biztosak. Egyikük például így mérgelődött: "Micsoda ember! Tudhatná, hogy a Gondviselésnek ehhez semmi köze sem volt, s hogy milyen sokan kerültek veszedelmesen közel a börtön kapuihoz, hogy őt elnökké választassák!"
Mivel a Kongresszusban 1891-ig a republikánusok voltak többségben, a Képviselőház energikus  és keménykezű szóvivője, Thomas B. Reed vezetésével sikerült teljes egészében megvalósítani a republikánusok programját. Harrison inkább csak asszisztált ehhez, s engedelmesen aláírta a törvényeket. Az ekkor ülésező Kongresszust nevezték „milliárd dolláros Kongresszus”-nak, mert egymilliárd dollárt fordított a folyók, kikötők és a tengerészet fejlesztésére. Amikor valaki felszólalt a költekezés ellen, Reed így vágott vissza: "Hja kérem, ez egy egymilliárd dolláros ország!"
1890-ben négy fontos törvényt hoztak. A Sherman-féle trösztellenes törvény eltiltotta a kereskedelmet korlátozó trösztök működését. Rendelkezéseit egyelőre ki lehetett játszani, mégis lehetőséget nyújtott arra, hogy pár év múlva megszigorítsák. A Sherman-féle ezüstvásárlási törvény megnövelte a pénzverésre fordított ezüst mennyiségét, s ezzel megnyugtatta a farmereket, akik ettől az intézkedéstől a mezőgazdasági emelkedését várták. A kincstár ezután havi 127 800 kilogramm ezüstöt vásárolt fel, s ezüstre vagy aranyra váltható átváltható bankjegyekkel fizetett érte. A nyugdíjtörvénnyel a kétkezi munkára nem képes veteránok megélhetését biztosították: 1889-ben 88 millió, 1893-ban pedig már 159 millió dollárt fordítottak nyugdíjakra. Ezután persze a kincstár bevételi többlete sem jelentett problémát, megnyerték a veteránok szavazatait, s erre hivatkozhattak a magas vámok védelmében is.
A McKinley-féle vámtörvénnyel iparvédelmi céllal példátlan szintre emelték a behozatali vámokat: átlagosan 48,4%-ra. A vámtörvény most biztosította először a mezőgazdasági árak védelmét is, de üres gesztus volt, hiszen a külföldi mezőgazdaság nem versenyezhetett az amerikaival. Az iparcikkek ára viszont tovább emelkedhetett, s a farmerek elfordultak a republikánusoktól: az 1890-es kongresszusi választások után kisebbségbe kerültek.
Talán egyetlen elnök kormányzása idején sem sikerült oly sok territóriumként államként csatlakoznia az Unióhoz, mint Harrison kormányzása idején. Az 1889-91-ben ülésező, republikánus többségű Kongresszus a republikánusokra leadott szavazatok megnövelésének reményében 1889-ben Észak és Dél Dakotát, Montanát és Washingtont, 1890-ben pedig Idahót és Wyomingot nyilvánította az Unió teljes jogú tagállamává.
James G. Blaine államtitkár megvalósíthatta régi tervét az első pánamerikai konferencia Washingtonban történő megrendezésével (1889-90), amelyen ő elnökölt, s bár vámuniós terveit nem fogadták el, kereskedelmi egyezményeket köthetett több latin-amerikai országgal. A válsággal fenyegető nemzetközi konfliktusokat sikerült békésen rendezni. 1892-ben egyezményt kötöttek Nagy-Britanniával a Bering-tengeri fókavadászat vitás kérdéseinek nemzetközi törvényszék elé viteléről, s e törvényszék a következő évben Párizsban az Egyesült Államoknak adott igazat. Miután New Orleansban meglincselték a rendőrfőnök megölésével vádolt, de a törvényszék által felmentett, 11 olasz maffiózót, az olasz kormány jóvátételt és büntetést követelt, majd a vita elmérgesedésével a háborút is fontolóra vette. Az Egyesült Államok végül baráti gesztusként 25 000 dollárt fizetett. Amikor 1891-ben két amerikai tengerészt megöltek Valparaisóban, Chile csak az amerikai ultimátum után nyilvánította ki sajnálatát, s fizetett jóvátételt.
Az Amerikai Egyesült Államok egyre nagyobb figyelmet fordított a Csendes-óceán felé. A németekkel a szamoai polgárháború miatt került sor konfliktusra, s végül az 1889-es berlini konferencián a szigeteket német, brit és amerikai közös protektorátus alá vonták. Hawaiit a fehér kisebbség által felszított, s az amerikaiak által támogatott lázadás (1893) után kis híján sikerült annektálni, de mire a szerződés a szenátus elé került, újra Cleveland lett az elnök, és visszavonta a szerződést. Harrison ezt fájdalmas kudarcának tekintette.
Harrison nem élvezte különösebben az elnöki hivatalt: nem szerette a nyilvános szereplést, és rossz kapcsolata volt az újságírókkal is. Pártja reformereit gyorsan kiábrándította. Theodore Roosevelt, akit a közszolgálati bizottság tagjává nevezett ki, hamarosan így nyilatkozott róla: "Az az átkozott elnök! Nem más, mint egy hidegvérű, szűk látókörű, előítéletekkel megvert, makacs, félénk, vén, zsoltáréneklő indianai politikus!"
Az 1892-es választáson pártja újra jelölte, de vereséget szenvedett Clevelandtól. A farmerek a tovább zuhanó mezőgazdasági árak, valamint a magas vámok, a munkások pedig sztrájkok miatt fordultak el a republikánusoktól. Harrison felesége két héttel a választás előtt meghalt, s ezért az elnök nem vett részt aktívan a választási hadjáratban.
Visszavonulása után írt, felolvasásokat tartott, s folytatta sikeres ügyvédi gyakorlatát. 63 éves korában (mit sem törődve felnőtt gyermekei felháborodásával) feleségül vette 38 éves, özvegy unokahúgát, aki a következő évben kislányt szült neki. Venezuela és Brit Guyana határviszálya (1897-99) idején a latin-amerikai országot képviselte egy párizsi nemzetközi törvényszék előtt (1899).
A történészek többsége a könnyen feledhető átlagos elnökök között tartja számon nevét, s olyan is akad, aki (némi túlzással) a "tíz legrosszabb elnök" közé sorolja. Szemére vetik, hogy a McKinley-féle vámtörvény és a Sherman féle ezüstvásárlási törvény hozzájárult az 1893-as gazdasági válság kirobbanásához, valamint azt, hogy nem értette meg, milyen társadalmi problémákat vet fel Amerika gyors gazdasági-társadalmi átalakulása. Mások szerint azonban javára kell írni a haditengerészet fejlesztését, a pánamerikai konferencia megrendezését, valamint azt is, hogy határozottan (bár nem sok sikerrel) szót emelt az elnyomott déli feketék politikai jogainak védelmében.
1901 márciusában hunyt el influenza és tüdőgyulladás következtében.